# Pastoraal Concilie van de Nederlandse Kerkprovincie

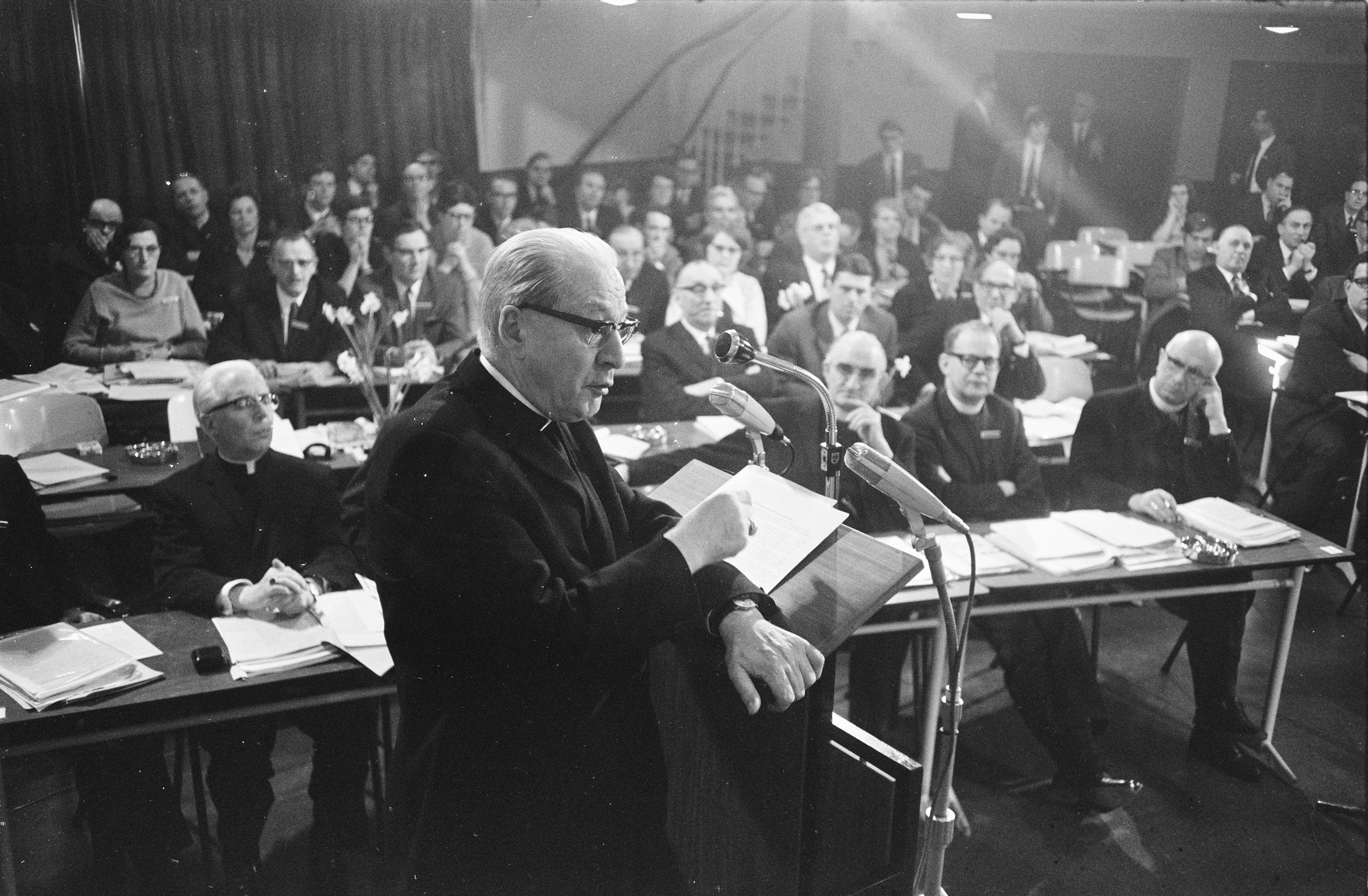
Kardinaal Alfrink spreekt op het Pastoraal Concilie (april 1970)

Het Pastoraal Concilie van de Nederlandse Kerkprovincie (1966 - 1970) was een initiatief van de Nederlandse bisschoppen onder leiding van kardinaal Alfrink, geïnspireerd door het Tweede Vaticaans Concilie (11 oktober 1962 - 8 december 1965) dat had opgeroepen tot een actievere rol van leken in de Kerk.

## Ontstaan en verloop
Nog voor het einde van het Tweede Vaticaans Concilie, beraadde het Nederlandse episcopaat zich over de vraag hoe de besluiten van het concilie konden worden uitgewerkt in hun kerkprovincie. Op 26 december 1965 maakten de bisschoppen hun plannen bekend. Ze waren van plan een kerkprovinciaal concilie of particulier concilie in te richten. Later stapten ze daarvan af: er werd een "pastoraal concilie" georganiseerd, waarvan de kerkrechtelijke status onduidelijk was. De ideoloog van het pastoraal concilie was de Bredase bisschop Gerardus de Vet, die de eerste bijeenkomst zelf niet meer zou bijwonen, en de voorbereidingen begonnen in 1966 onder de hoede van pater Walter Goddijn OFM en het pas opgerichte Pastoraal Instituut van de Nederlandse Kerkprovincie (PINK).

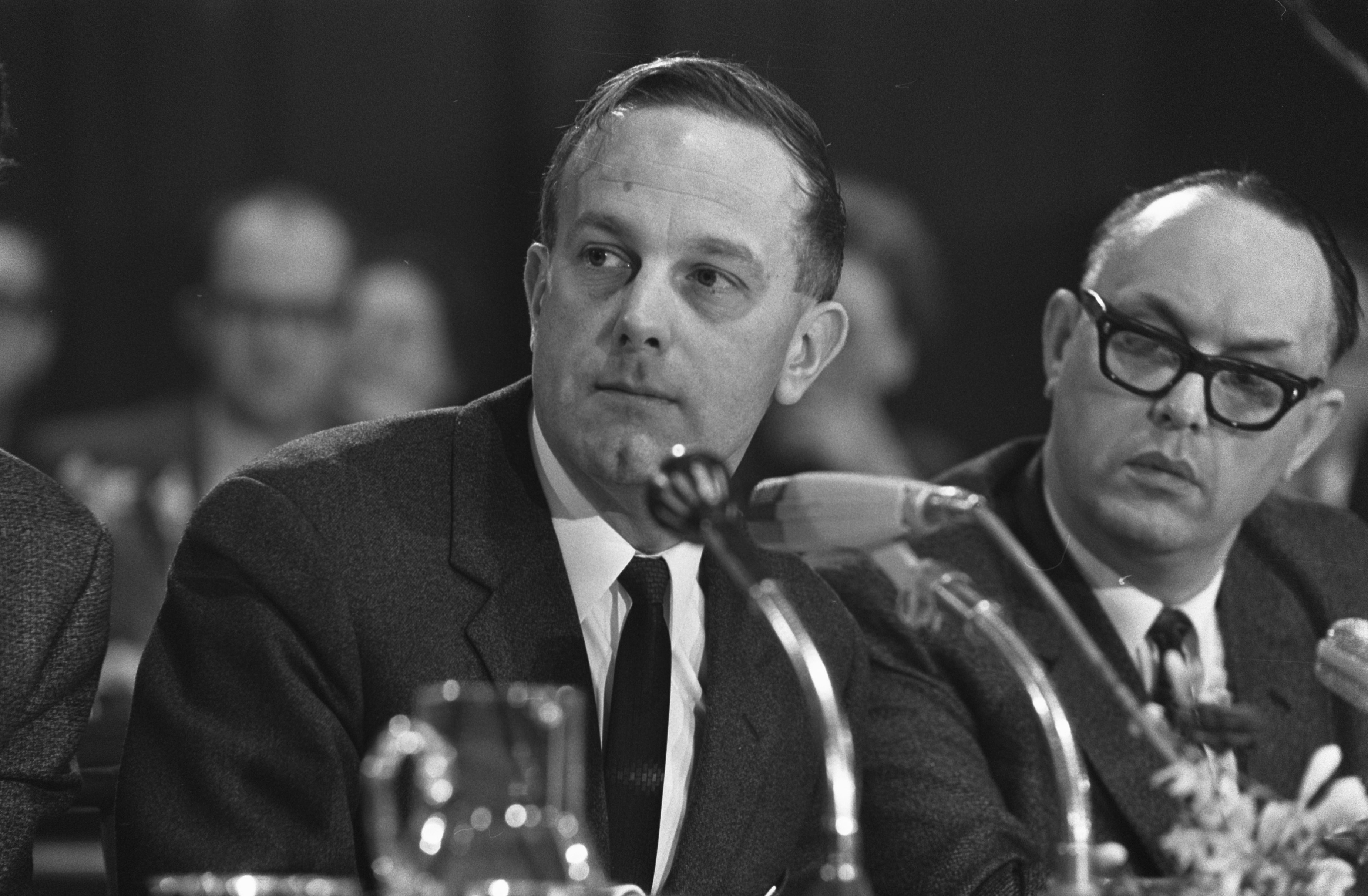
Voorzitter Steenkamp (januari 1970)

De officiële opening vond plaats op 27 november 1966, een maand nadat de Nieuwe Katechismus was verschenen. Er werden 15 studiecommissies opgericht die ontwerprapporten opstelden over de kerkelijke gezagsuitoefening, missie, ontwikkelingssamenwerking, de ethische levenshouding van de christen, huwelijk en gezin, ruimte voor de jeugd, secularisatie, de hedendaagse geloofsbeleving, de vernieuwing van de geloofspraktijk, de religieuzen, het functioneren van het kerkelijk ambt, de eenheid van de christenen, de verhouding tussen joden en christenen, vragen rond de verkondiging en de verantwoordelijkheid van de christen voor de vrede.

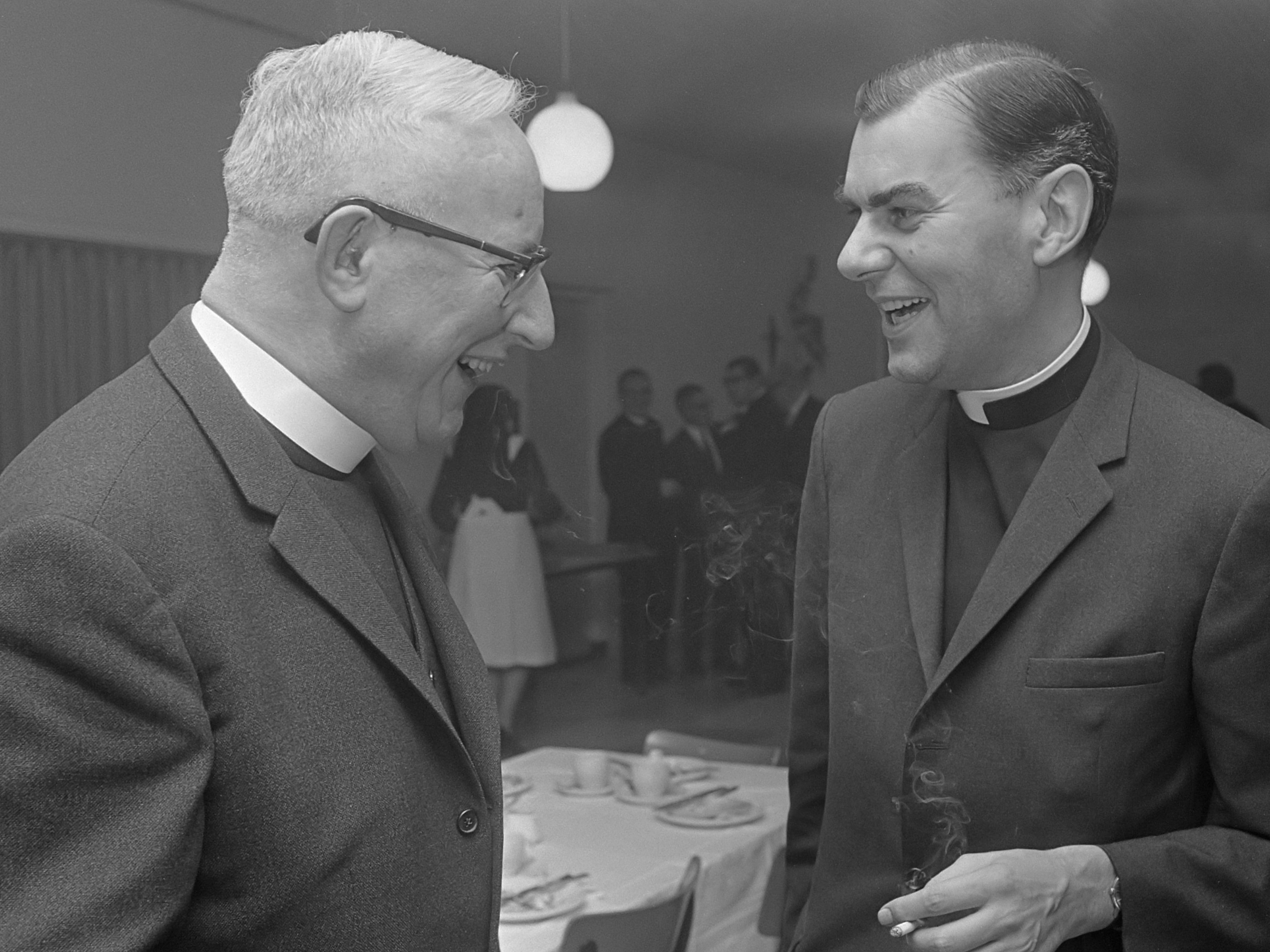
Bisschoppen Nierman en Bluyssen (oktober 1968)

Daarna volgden zes plenaire zittingen in Noordwijkerhout in het voormalige kleinseminarie Leeuwenhorst onder voorzitterschap van Piet Steenkamp. De eerste zitting werd gehouden op 3 januari 1968, de laatste op 8 april 1970. Bij de opening formuleerde Alfrink de bedoeling van de Nederlandse bisschoppen als volgt: De bisschoppen willen het hele Volk Gods op alle niveaus een kans geven om hun mening tot uitdrukking te brengen en advies te geven. Het idee is dat er uit deze gemeenschappelijke discussie een gedragslijn naar voren zal komen, volgens welke de Kerk nu dient te handelen.

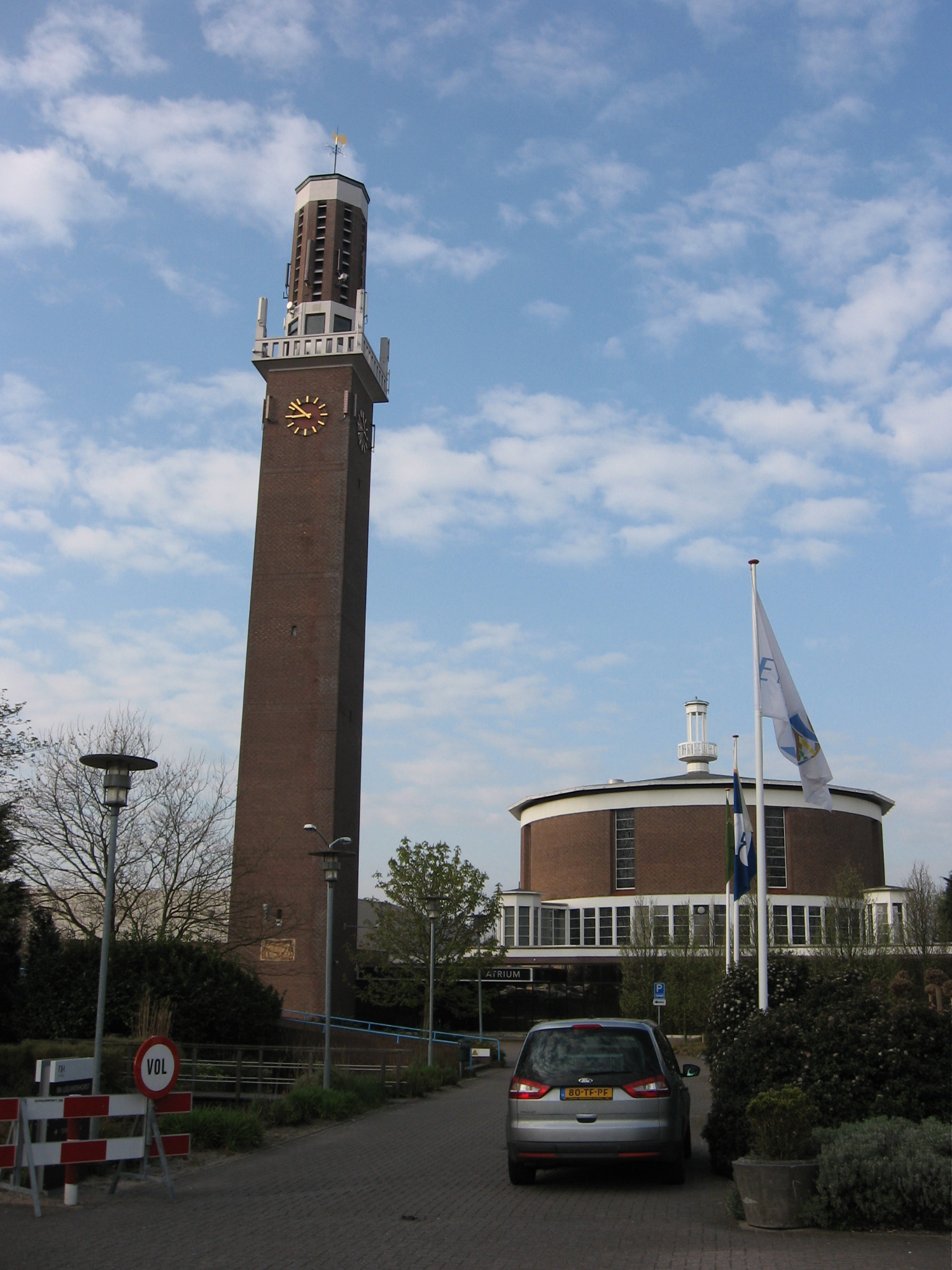
Hotel NH Leeuwenhorst, Leeuwenhorst Noordwijkerhout

Elke zitting duurde twee tot drie dagen en er namen ongeveer 150 stemgerechtigde personen aan deel: de bisschoppen, tien gekozen vertegenwoordigers uit elk van de 7 bisdommen, tien religieuzen en vijftien personen die door het episcopaat waren aangewezen. Afgevaardigden uit alle bisdommen bespraken actuele thema's aan de hand van de ontwerprapporten. De eerste van de zes plenaire vergaderingen handelde over het gezag in de Kerk. Toen het Pastoraal Concilie zich later uitsprak tegen de celibaatsverplichting en dit standpunt door de Nederlandse bisschoppen op 19 januari 1970 werd overgenomen ondanks herhaalde waarschuwingen van paus Paulus VI, leidde dat tot spanningen en verwarring binnen de Nederlandse kerkprovincie en tot conflicten met het centraal gezag in Rome. Het betekende ook de aanvang van een jarenlange polarisatie die uiteindelijk zou leiden tot het inrichten van de Bijzondere Synode van de Bisschoppen van Nederland in 1980, waarbij kardinaal Godfried Danneels als Nederlandskundig verzoener optrad in opdracht van paus Johannes Paulus II.
Pater Walter Goddijn OFM was van 1965 tot 1972 secretaris-generaal van het Pastoraal Concilie.
Critici van het concilie, waaronder Ad Simonis die als kapelaan deelnam aan de derde, vierde en zesde zitting, vonden dat "de grondvragen onvoldoende aan de orde kwamen, dat de vertegenwoordiging niet klopte en dat het bij de ontwerprapporten was gebleven". De pauselijke internuntius, aartsbisschop Angelo Felici, verliet uit protest de voorlaatste sessie in januari 1970 toen een voorstel tot afschaffing van het verplichte priestercelibaat in stemming werd gebracht en dreigde te worden aangenomen.
Door de vrijmoedigheid waarmee de verschillende thema's besproken werden, trok Noordwijkerhout veel aandacht in binnen- en buitenland.

## Publicaties
- Pastoraal concilie van de Nederlandse kerkprovincie. Red.: W. Goddijn [et al.] Amersfoort, Katholiek Archief in samenw. met de Centrale Commissie, 1969-1970. (7 delen Plenaire vergadering + 7 delen Ontwerprapporten). Geen ISBN
- Th. Steltenpoel: Mijnheer de kardinaal, heren bisschoppen ... Critische gehoorzaamheid na het Pastoraal concilie. 4e druk. Roermond, 1971. Geen ISBN
- Walter Goddijn, Hans Wewerinke, Fons Mommers: Pastoraal Concilie (1965-1970). Een experiment in kerkelijk leiderschap. Baarn, Nelissen, 1986. ISBN 90-244-1528-4
- Paul M. Zulehner: Het Pastoraal Concilie in Nederland (1965-1970). Een mislukt experiment? Bew. uit het Duits, door J. van Megen. Nijmegen, Katholiek Instituut voor Massamedia, 1998. ISBN 90-73768-22-5